# Matej Duša
Matej Duša, född 10 juli 2000, är en slovakisk simmare.

## Karriär
Duša studerar vid Queens University of Charlotte och tävlar för deras idrottsförening Queens Royals.

### 2021–2022
Vid EM 2021 i Budapest slutade Duša på 28:e plats på 50 meter frisim och på 69:e plats på 100 meter frisim. Han var även en del av Slovakiens kapplag som slutade på 12:e plats på 4×100 meter mixed frisim, 15:e plats på 4×200 meter frisim, 19:e plats på både 4×100 meter frisim och 4×100 meter medley samt 25:e plats på 4×100 meter mixed medley. Vid kortbane-VM 2021 i Abu Dhabi slutade han på 11:e plats på 100 meter frisim samt var en del av Slovakiens kapplag som slutade på 10:e plats på 4×50 meter mixed frisim.
Vid VM 2022 i Budapest slutade Duša på 34:e plats på 50 meter frisim och på 47:e plats på 100 meter frisim. Han var även en del av Slovakiens kapplag som slutade på 17:e plats på 4×100 meter mixed medley. Vid EM 2022 i Rom slutade Duša på 17:e plats på 50 meter frisim och på 44:e plats på 100 meter frisim. Han var även en del av Slovakiens kapplag som slutade på 13:e plats på 4×100 meter mixed medley. Vid kortbane-VM 2022 i Melbourne slutade Duša på 15:e plats på 50 meter frisim och på 35:e plats på 100 meter frisim. Han var även en del av Slovakiens kapplag som slutade på 10:e plats på 4×50 meter mixed frisim och på 15:e plats på 4×50 meter mixed medley.

### 2023–2024
Vid VM 2023 i Fukuoka slutade Duša på 41:a plats på 50 meter frisim och på 50:e plats på 100 meter frisim. Han var även en del av Slovakiens kapplag som slutade på 21:a plats på 4×100 meter mixed frisim och på 23:e plats på 4×100 meter mixed medley. Vid kortbane-EM 2023 i Otopeni slutade Duša på 13:e plats på både 50 och 100 meter frisim. Han var även en del av Slovakiens kapplag som slutade på sjunde plats på 4×50 meter mixed frisim och på 12:e plats på 4×50 meter mixed medley.
Vid VM 2024 i Doha slutade Duša på 16:e plats på 50 meter frisim och på 21:a plats på 100 meter frisim. Han var även en del av Slovakiens kapplag som slutade på åttonde plats på 4×100 meter mixed frisim och på 17:e plats på 4×100 meter frisim. Vid EM 2024 i Belgrad slutade Duša på 16:e plats på 50 meter frisim och på 36:e plats på 100 meter frisim. Han var även en del av Slovakiens kapplag som slutade på sjunde plats på 4×100 meter mixed frisim.
Duša tävlade för Slovakien vid olympiska sommarspelen 2024 i Paris, där han blev utslagen i försöksheatet på 50 meter frisim och slutade på totalt 39:e plats. Vid kortbane-VM 2024 i Budapest slutade Duša på 22:a plats på 50 meter frisim och på 32:a plats på 100 meter frisim. Han var även en del av Slovakiens kapplag som slutade på sjätte plats på 4×50 meter mixed frisim, 15:e plats på 4×100 meter frisim och på 22:a plats på 4×50 meter mixed medley.